# Royall T. Moore
Royall Tyler Moore (ur. 11 października 1930 w Dryden, zm. 17 sierpnia 2014 w Coleraine) – amerykański mykolog.

## Życiorys
Royall Tyler Moore (w publikacjach podpisujący się Royall T. Moore) urodził się w osadzie Varna należącej do miasta Dryden w stanie Nowy Jork w hrabstwie Tompkins w USA. W 1959 r. uzyskał doktorat na Uniwersytecie Harvarda na podstawie rozprawy o rodzaju grzybów Sporidesmium. Później był naukowym pracownikiem na kilku uniwersytetach: Uniwersytet Cornella, Uniwersytet Kalifornijski w Berkeley i Uniwersytet Karoliny Północnej w Chapel Hill. W 1972 r. przeniósł się do Irlandii Północnej, gdzie pracował w Ulster University at Coleraine. Zajmował się zagadnieniami taksonomii grzybów. Zmarł w Coleraine na raka w wieku 84 lat. Na promowanie rozwoju mykologii przekazał Uniwersytetowi Cornella w USA darowiznę 500 000 dolarów.
W naukowych nazwach utworzonych przez niego taksonów dodawane jest jego nazwisko R.T. Moore. M.in. jest autorem obecnej definicji grzybów jako królestwa (Fungi R.T. Moore).

## Wybrane publikacje
- 1959, The Sporidesmium complex; Thesis (Ph. D.), Dept. of Biology, Harvard University.
- 1959, The genus Berkleasmium; Mycologia 51(5): 734–739.
- 1960, Fine Structure of Mycota 2. Demonstration of the haustoria of lichens; Mycologia 52(5): 805–807.
- 1963, Fine Structure of Mycota XI. Occurrence of the golgi dictyosome in the heterobasidiomycete Puccinia podophylli; Journal of Bacteriology 86(4): 866-871.
- 1989, Alicean taxonomy–small characters made large; Botanical Journal of the Linnean Society 99(1): 59–79.
- 1992, The genus Bauhinus gen. nov.: for species of Ustilago on dicot hosts; Mycotaxon 45: 97–100.